# Mishell Baker
Mishell Baker es una escritora estadounidense de fantasía y fantasía urbana. En 2009 se graduó en la Clarion Workshop, la escuela de ciencia ficción y fantasía de Michigan. Sus historias de fantasía han sido publicadas en Daily Science Fiction, Beneath Ceaseless Skies y Electric Velocipede.
En 2016, publicó Borderline, la primera novela de la serie de fantasía urbana The Arcadia Project con el sello Saga Press de Simon & Schuster (editado por Navah Wolfe ). Fue una elección del personal de Publishers Weekly, y Barnes & Noble la eligió como una de las mejores novelas de ciencia ficción y fantasía de 2016. Borderline  destaca por tener un protagonista discapacitado con trastorno límite de personalidad.
El segundo y tercer libro de la serie, Phantom Pains y Impostor Syndrome, se publicaron en 2017 y 2018 respectivamente.

## Biografía
Mishell Baker vive en Los Ángeles, California con su pareja y dos hijos.
Mishell formó parte del equipo de redacción de Orphan Black: The Next Chapter, narrado por Tatiana Maslany. Su ficción corta ha aparecido en los magazines online Beneath Ceaseless Skies y Daily Science Fiction, entre otros. Cuando no está escribiendo, se la puede encontrar jugando videojuegos, aprendiendo idiomas por diversión y/o gestionando la correspondencia para el Programa de Legado de Estados Unidos para Escritores de Ciencia Ficción y Fantasía.

## Novelas
El Proyecto Arcadia
- Borderline, marzo 2016, ISBN 9781508225263.
- Phantom Pains, marzo 2017, ISBN 9781481451925
- Impostor Syndrome, 13 de marzo de 2018 ISBN 9781481451949

La trilogía de fantasía urbana The Arcadia Project fue preseleccionada para los premios Nebula, World Fantasy, Tiptree y Mythopoeic, y lanzada por el sello Saga de Simon & Schuster, comenzando con Borderline. La serie está narrada por Millicent Roper, una sarcástica muchacha doblemente amputada y superviviente de un intento de suicidio que trabaja con una colección heterogénea de personajes desconocidos para la sociedad, manteniendo al mundo a salvo de los caóticos caprichos de ciertas bestias sobrenaturales.

## Premios
Borderline fue nominada para el Premio Nebula 2016 a la Mejor Novela.
Borderline también se incluyó en la lista de honor del premio James Tiptree Jr. o Otherwise Award en 2016. En la página del premio figura este texto sobre la novela: "Una novela de intriga fascinante con personajes maravillosos. Borderline destaca la diversidad y la interseccionalidad. La mayoría de los personajes de esta novela son vistos como discapacitados por los demás, incluso entre sí. Pero las llamadas discapacidades de los personajes les dan ventajas en ciertas situaciones. Comprender esto ayuda a que los personajes se amen entre sí y a sí mismos. Casi todos pueden describirse como poseedores de atributos que son a la vez discapacidades y ventajas. Lo que nos edifica puede derribarnos. O dicho de otra manera: nuestras imperfecciones son aperturas a hermosos logros." La protagonista pierde las piernas al inicio de la historia a consecuencia de un intento fallido de suicidio.
Borderline fue nominada para el 2017 World Fantasy Award—Novel.
La Trilogía del Proyecto Arcadia (Arcadia Project) en su conjunto fue finalista del Premio Mythopoeic.